# 포무르스카 통계 지방

포무르스카 통계 지방의 위치

포무르스카 통계 지방(슬로베니아어: Pomurska statistična regija)은 슬로베니아 북동부에 위치한 통계 지방으로 최대 도시는 무르스카소보타이며 면적은 1,337km2, 인구는 116,434명(2015년 기준), 인구 밀도는 87명/km2이다.
오스트리아, 헝가리, 크로아티아와 국경을 접하며 27개 지방 자치체가 이 지방에 속한다. 지방의 경제는 서비스업이 57.3%, 공업이 39.9%, 농업이 2.7%를 차지한다.

## 지방 자치체
- 아파체
- 벨틴치
- 찬코바
- 치렌쇼브치
- 도브로브니크
- 고르냐라드고나
- 고르니페트로브치
- 그라드
- 호도시
- 코빌레
- 크리제브치
- 쿠즈마
- 렌다바
- 류토메르
- 모라브스케토플리체
- 무르스카소보타
- 오드란치
- 푸촌치
- 라덴치
- 라즈크리제
- 로가쇼브치
- 스베티유리오브슈차브니치
- 샬로브치
- 티시나
- 투르니슈체
- 벨리카폴라나
- 베르제이